# Сант'Ана (Болоња)
Сант'Ана (итал. Sant'Anna) је насеље у Италији у округу Болоња, региону Емилија-Ромања.
Према процени из 2011. у насељу је живело 98 становника. Насеље се налази на надморској висини од 31 м.